# Paranyctimene
Paranyctimene är ett släkte i familjen flyghundar med två arter som förekommer på Nya Guinea och på mindre öar i samma region.
Arterna är:
- Paranyctimene raptor
- Paranyctimene tenax

## Beskrivning
Utseende och levnadssätt är främst kända för arten Paranyctimene raptor och borde vara likadana för den andra arten. Individerna når en kroppslängd (huvud och bål) av 6 till 9,5 cm och en svanslängd av 1,5 till 2 cm. Underarmarnas längd som bestämmer djurets vingspann är cirka 5 cm och vikten varierar mellan 20 och 35 gram. På ryggen finns gråbrun päls och buken är täckt av gulbrun päls. Med sina ljusa fläckar på flygmembranen påminner arterna om släktet Nyctimene. De skiljer sig i detaljer av tändernas konstruktion från släktet Nyctimene.
Paranyctimene-arterna vistas i låglandet och ibland i bergstrakter upp till 1400 meter över havet. Habitatet utgörs av skogar och dessutom uppsöks trädgårdar och träskmarker. Individerna lever främst ensam och vilar gömda i den täta växtligheten. Honor föder en unge per kull.
IUCN listar båda arter som livskraftig (LC).